# Museum Autovision

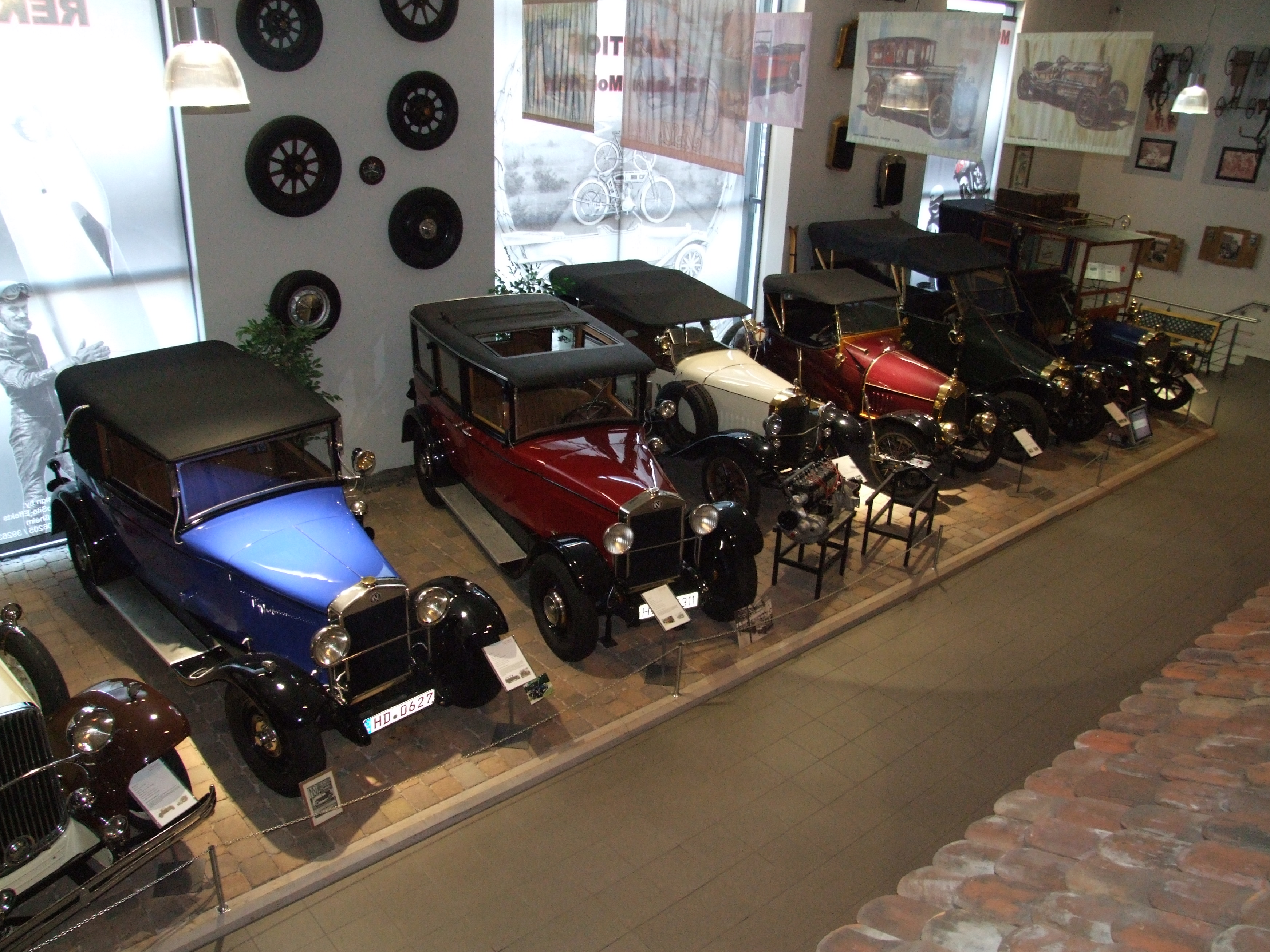
NSU-Oldtimer des Museums Autovision

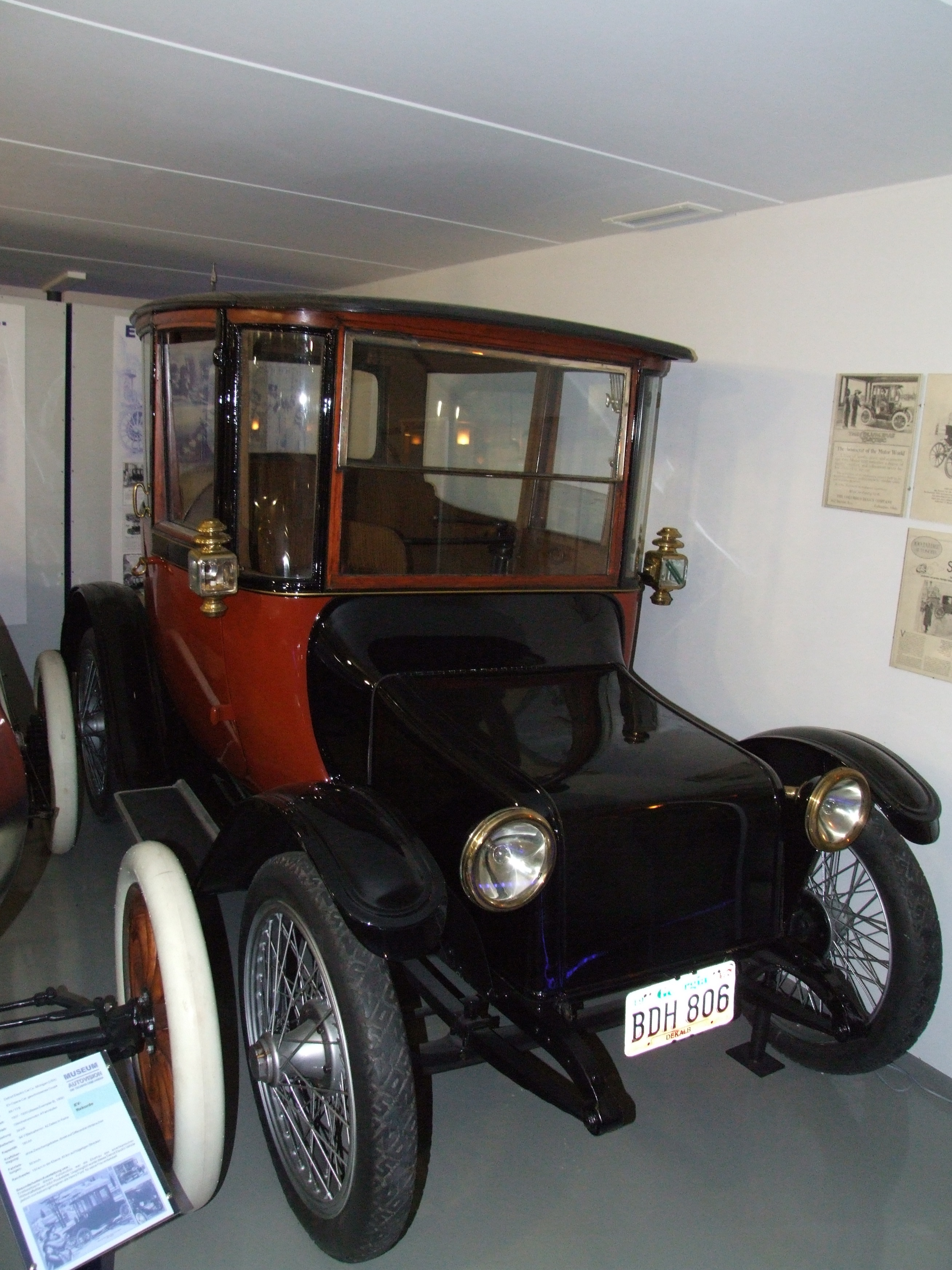
Elektroauto der Detroit Electric; Typisch für das Museum ist die gedrängte Aufstellung, vgl. Nähe des Nachbarautos, Nachbau der Jamais Contente

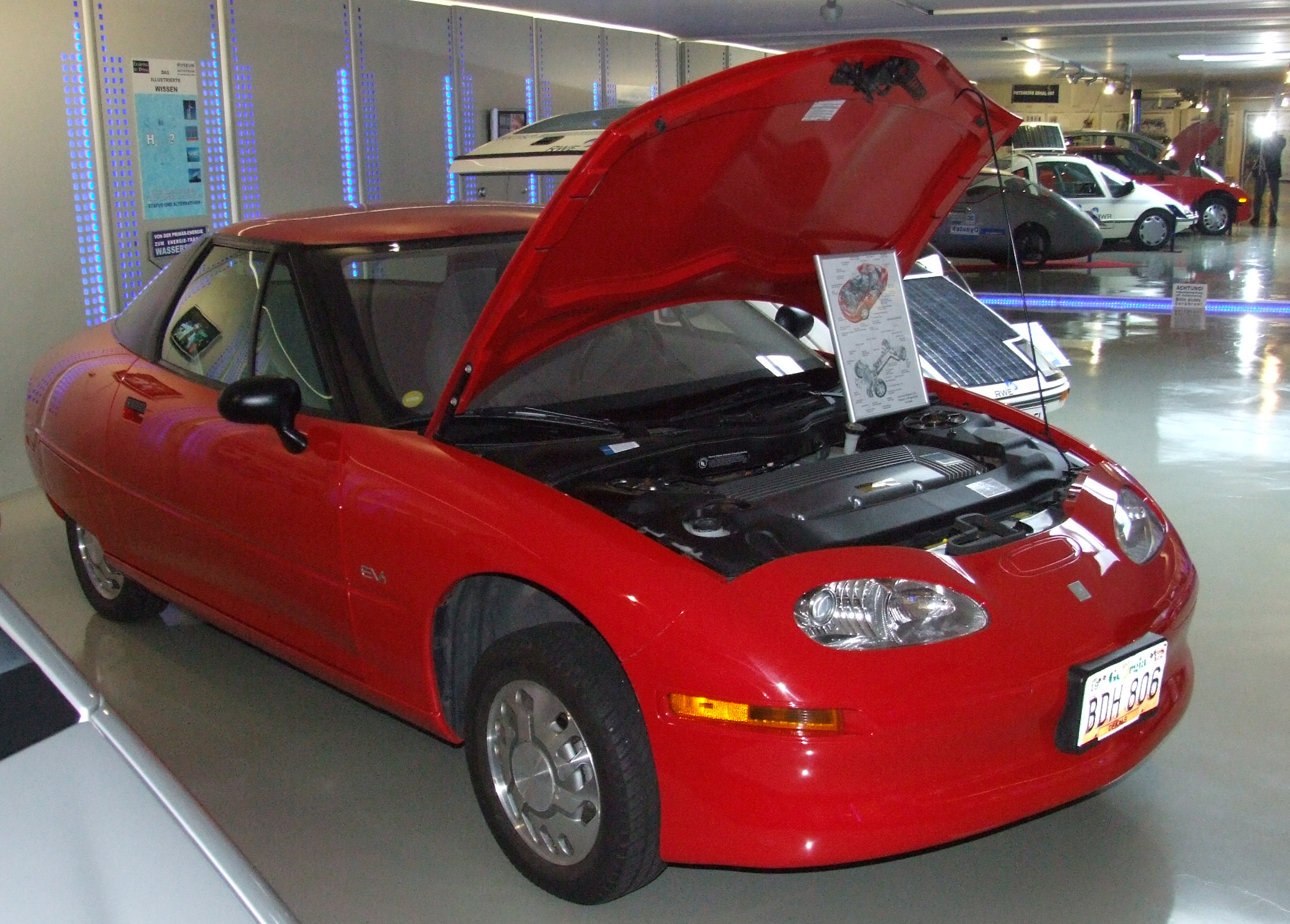
General Motors EV1 im Oktober 2008

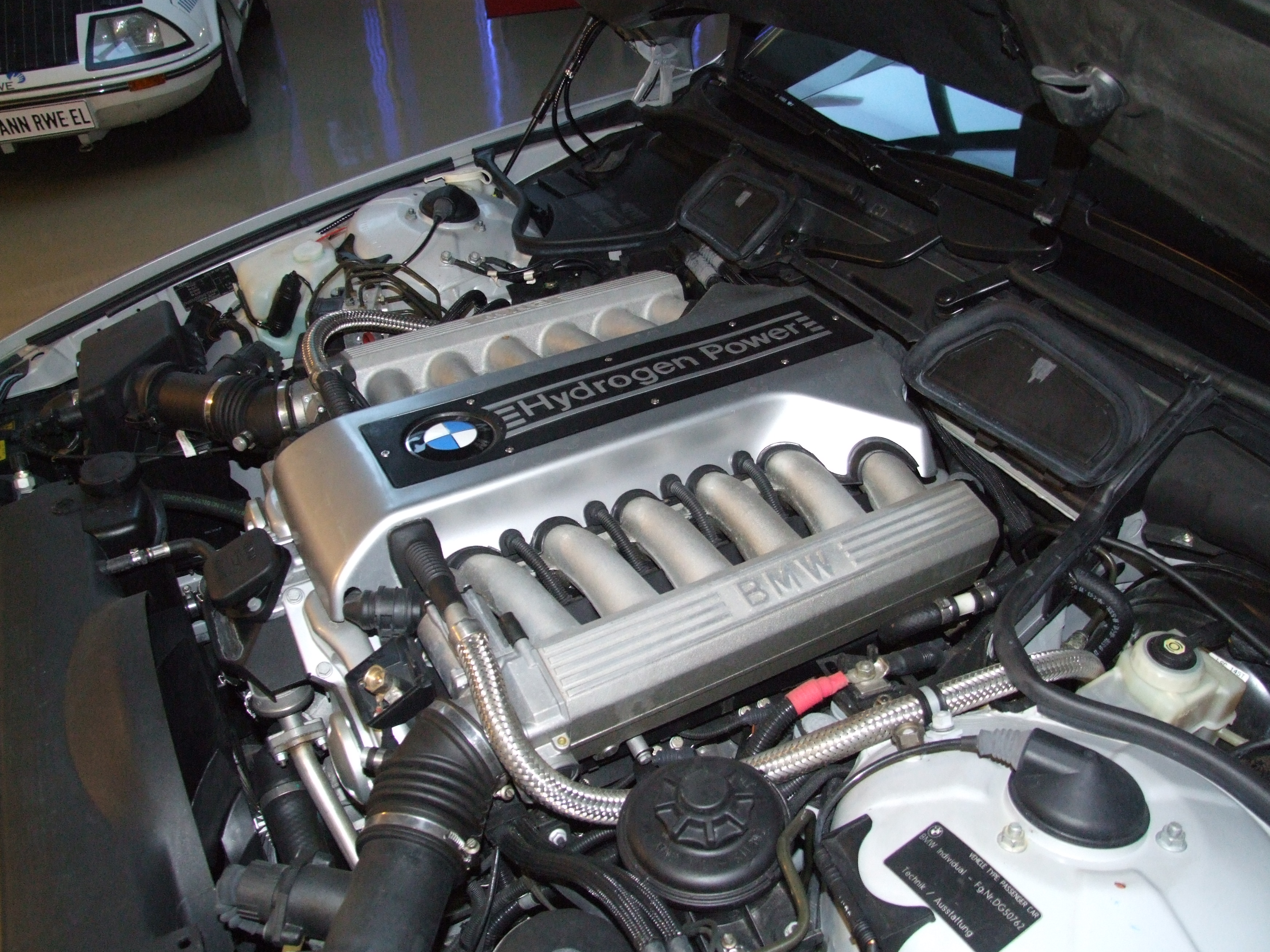
BMW-Wasserstoffmotor

Das Museum Autovision – Tradition & Forum ist das Privatmuseum des Elektronikunternehmers Horst Schultz in Altlußheim, das sich mit der Geschichte und Zukunft der modernen individuellen Mobilität, insbesondere alternativen Antrieben beschäftigt. Das Museum richtet sich vor allem an junge Technikinteressierte sowie Liebhaber von seltenen Automobilen, die Meilensteine der Mobilität darstellen. Das Museum bietet Raum für zahlreiche Sonderausstellungen.

## Geschichte
Das Museum wurde 2002 von dem Unternehmer Horst Schultz gegründet, der seine Firma ELBA Electric GmbH für 52 Mio. DM an die Computer Products Inc. in Boca Raton verkauft hatte. Millionenschwer investierte er in ein 2001 errichtetes Gebäude in Altlußheim und in die dort ausgestellten Fahrzeug-Raritäten aus aller Welt und gründete mit seiner Frau dann die gemeinnützige Stiftung Museum Autovision Horst und Brigitte Schultz. Am 25. November 2010 wurde die Museumsstiftung vom Regierungspräsidium Karlsruhe offiziell anerkannt.
Seit 2012 zeigt das Museum als erstes Museum europaweit Technologien für eine automobile Zukunft ohne erdölbasierendem Antrieb.
Im Jahr 2016 wurde die Erweiterung des Museum um einen modernen Konzeptbau (X-Cube) erweitert. Zudem ist die AUTOVISION in Altlussheim auch das weltgrößte NSU-Museum, welches besonders im Bereich Vorkrieg eine einmalige Sammlung mit vielen Unikaten zeigt.

## Ausstellung

### Geschichte der individuellen Mobilität, größte NSU-Sammlung
Die Geschichte der Entwicklung der individuellen Mobilität in den letzten 125 Jahren wird erzählt anhand von einigen originalgetreuen Nachbauten wie dem ersten Laufrad des Freiherrn von Drais oder dem Rekordelektroauto La Jamais Contente von Camille Jenatzy von 1899 und exemplarisch mittels der größten privaten Sammlung von Fahrrädern, Motorrädern, Oldtimern und Nachkriegskleinwagen der Firma NSU. Zu den Ausstellungsstücken gehört auch eine Originalausstattung einer NSU-Werkstatt der 1920er-Jahre.

### Wankelmotor
Das Museum beherbergt die weltweit größte Ausstellung von Wankelmotoren, Wankelautos – Serienfahrzeuge und Prototypen – sowie drei Wankelmotorräder. Unter anderem ist das NSU-Schnittmodell des Ro 80 zu sehen, mit dem NSU das Fahrzeug damals auf der IAA präsentierte.

### Modelle und Experimente
Gezeigt werden Metallmodelle, mit denen Autobestandteile wie Motor, Differential und Automatikschaltung nachvollzogen werden können, sowie Metallmodelle zum Thema Kraftübertragung. Schließlich stehen Kästen mit vorbereiteten Experimenten zu naturwissenschaftlichen Themen bereit.

### Fahrzeuge mit alternativen Antrieben

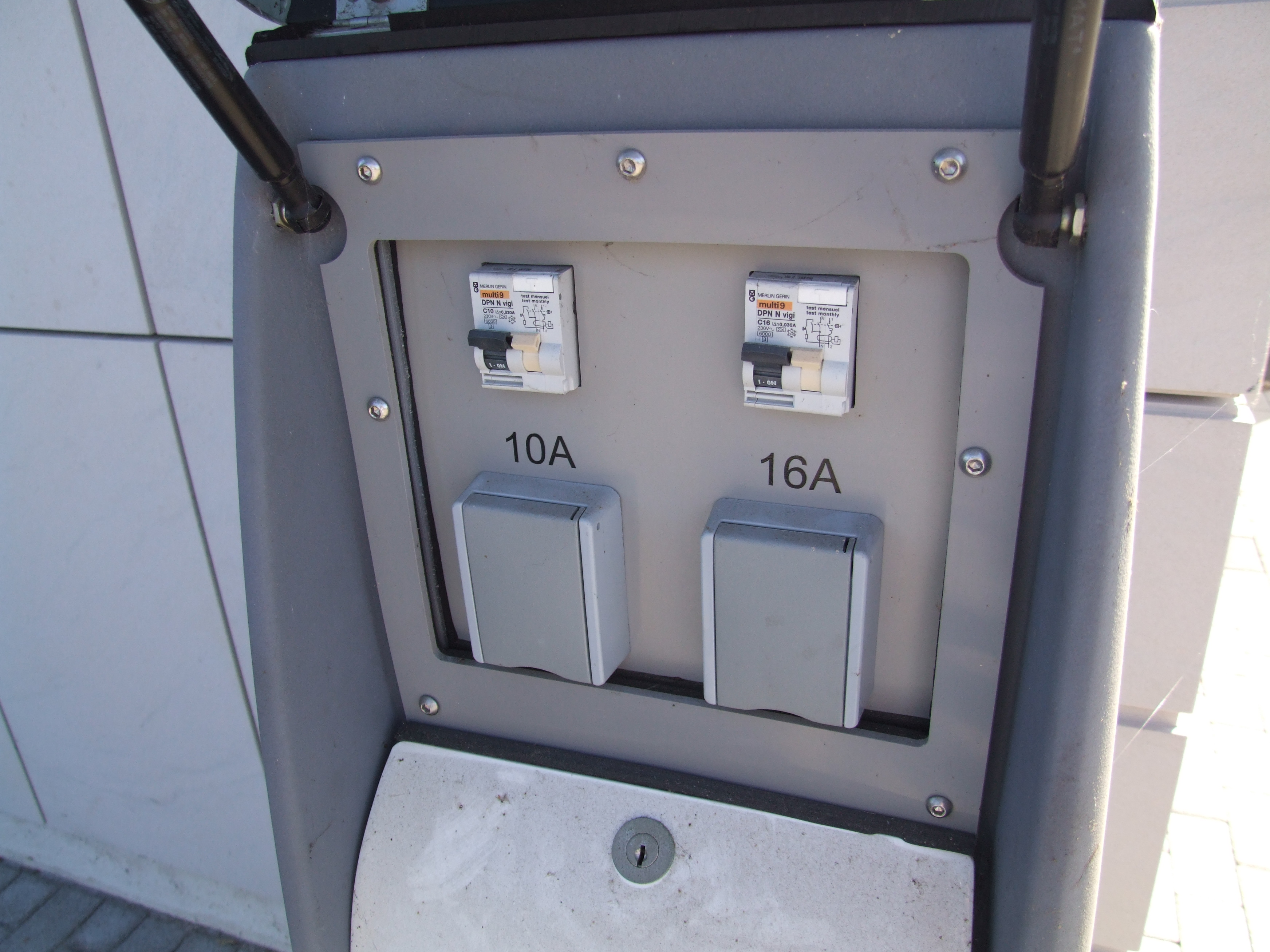
Solartankstelle mit 10 und 16-Ampere-Anschluss

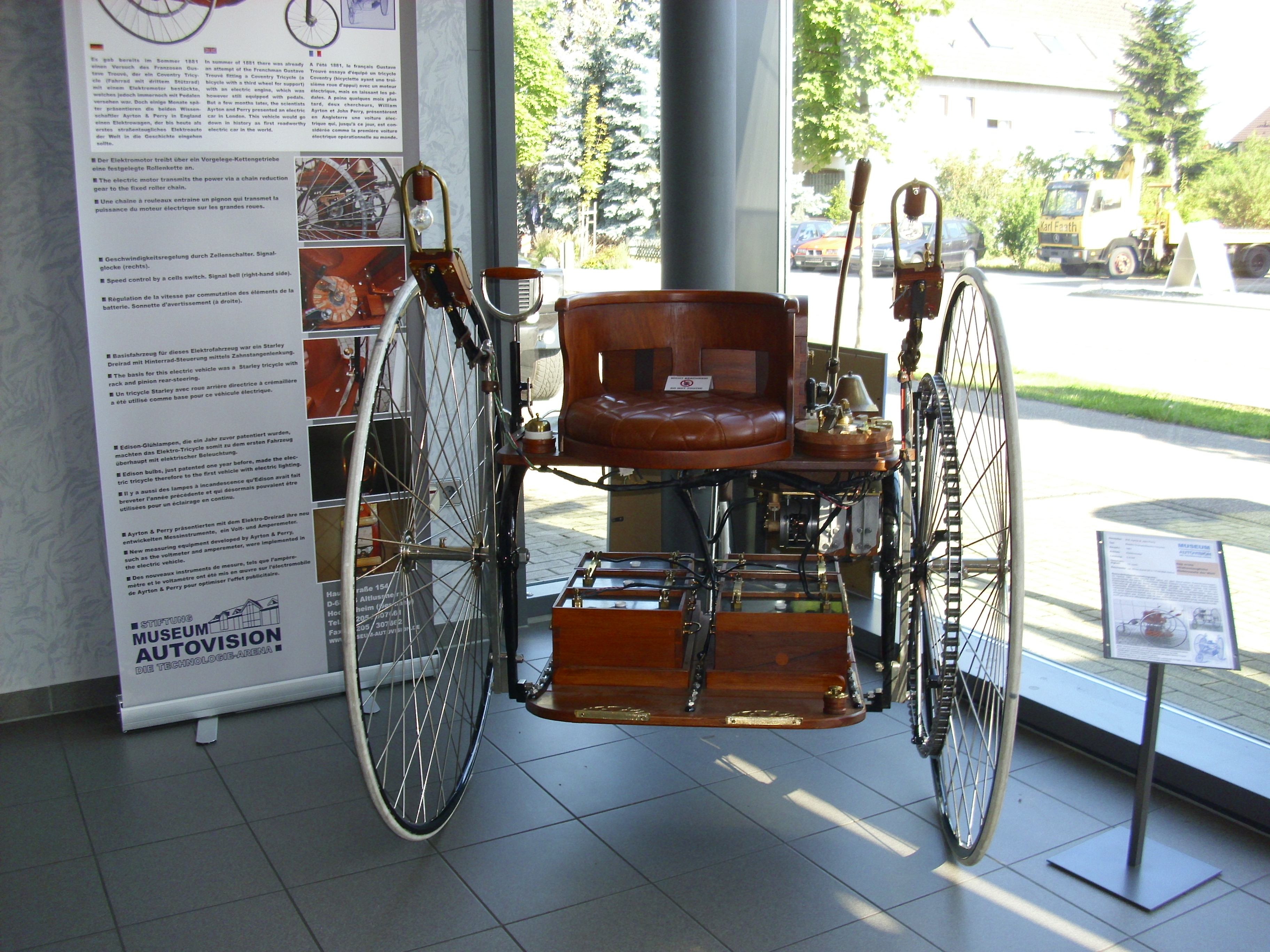
Nachbau des Ayrton & Perry Electric Tricycles

Neben der großen Wankelausstellung präsentiert das Museum weitere alternative Antriebe, also Elektroautos, ein Brennstoffzellen-Fahrzeug, ein Flüssigasfahrzeug, ein Wasserstoffauto und Hybridfahrzeuge sowie die nötige Infrastruktur. Auch das Einliterauto von VW ist ausgestellt. Ergänzend werden verschiedene Batteriesysteme und auf Schautafeln eine Vielzahl von alternativen Motorkonzepten und Treibstoffen vorgestellt. Für Inhaber von Elektroautos wird eine Solartankstelle vorgehalten.

### Alternative Motorkonzepte
Das Museum bietet auf Schautafeln Erläuterungen meist mit Zeichnungen, im Einzelfall mit Metallmodellen, zu alternativen Motorkonzepten. Zu den vorgestellten Rotationsmotoren zählen Sabet-Motor, Hüttlin-Kugelmotor, Schneeberger-Motor, Druckzellenmotor, Wolfhart-Kugelmotor, Impulsmotor, Starrotor-Motor, Quasiturbine und Ballpiston-Motor (reine Studie). Hubkolbenmotoren der Ausstellung sind Gollemotor (ein Gegenkolbenmotor), Strahm-Motor sowie eine Sammeltafel mit 5-Taktmotor (Millermotor), Stelzer-Motor, Erickson-Motor und Druckluft-Motor (Gasexpansionsmotor).

### Nachbau des Elektrodreirads von W. E. Ayrton und J. Perry
Zur Sammlung des Museums zählen Exponate von originalen Elektrofahrzeuge, die bis 1899 zurückreichen. Das 1882 gebaute Ayrton & Perry Electric Tricycle war nicht im Original verfügbar; daher rekonstruierten Horst Schultz und sein Team es in originalgetreuer Form. Recherchen und Konstruktion dauerten ein Jahr. Geschätzt wurden 1000 Arbeitsstunden für den Nachbau des Ayrton & Perry Electric Tricycle investiert. Das Fahrzeug wurde unter anderem als „Oldtimer der Woche“ in der Rubrik „Motor“ der Zeitung Die Welt im Dezember 2011 vorgestellt.

## Galerie

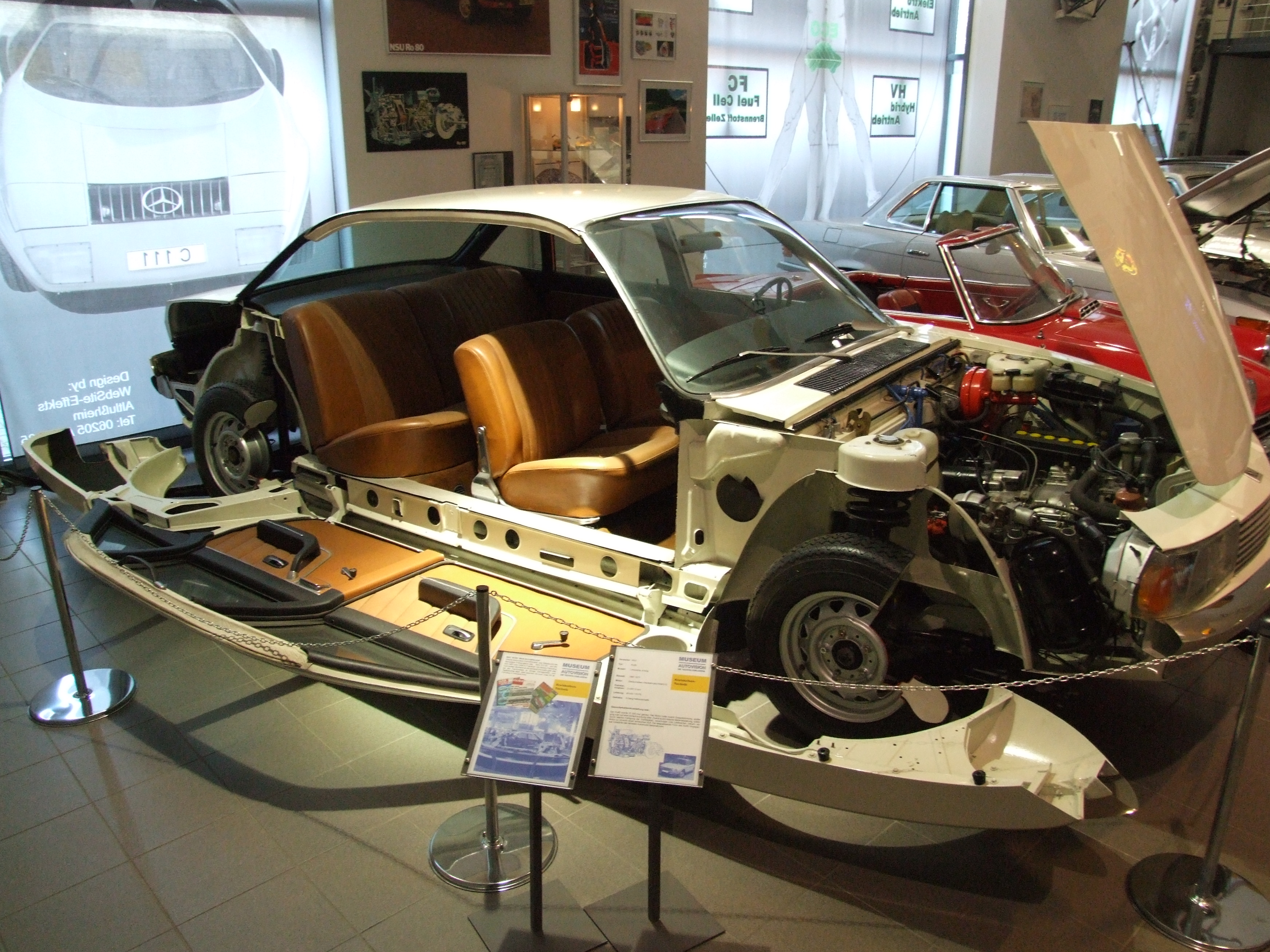
Schnittmodell des NSU Ro 80
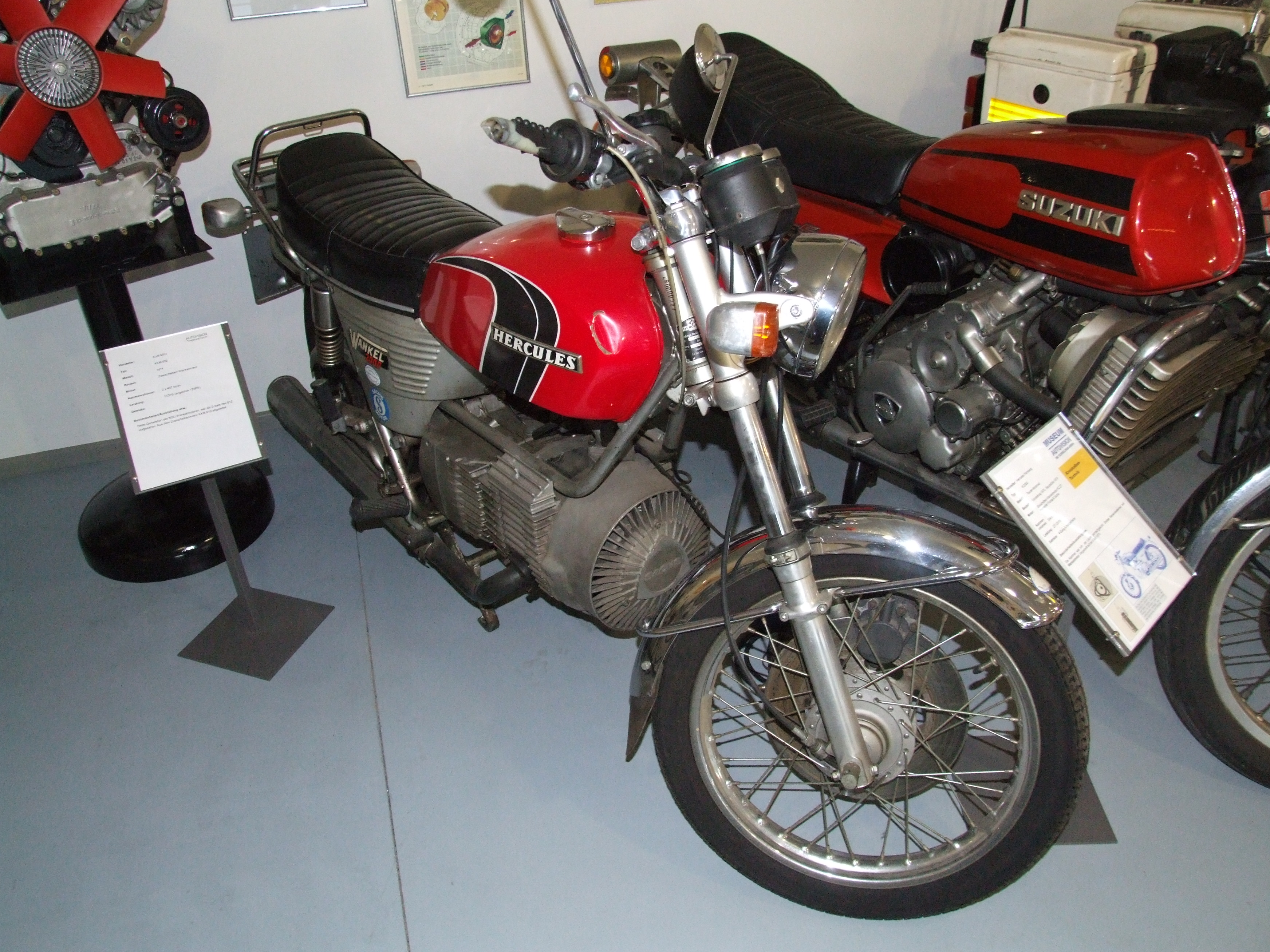
Hercules Wankel 2000
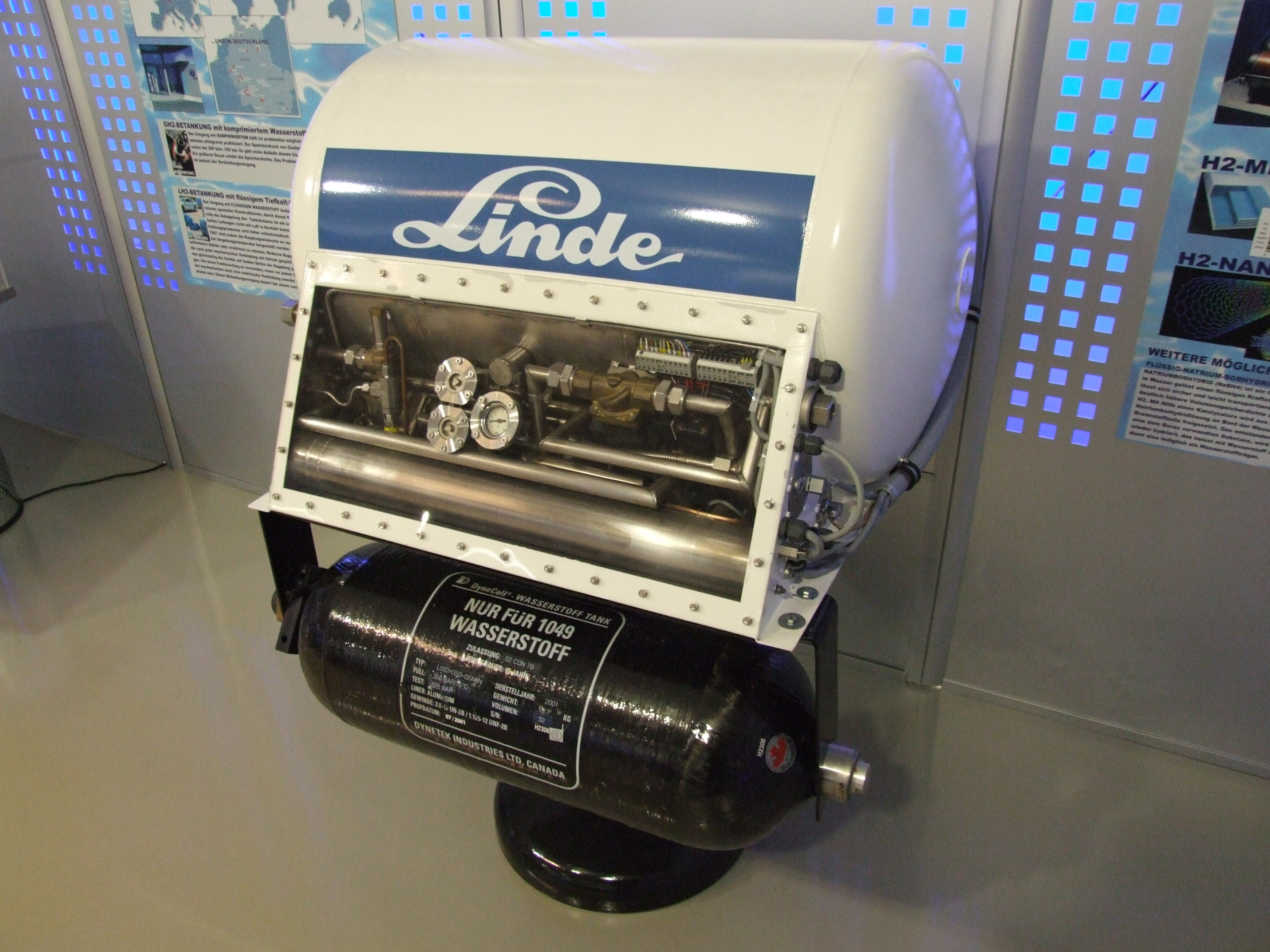
Flüssigwasserstofftank von Linde
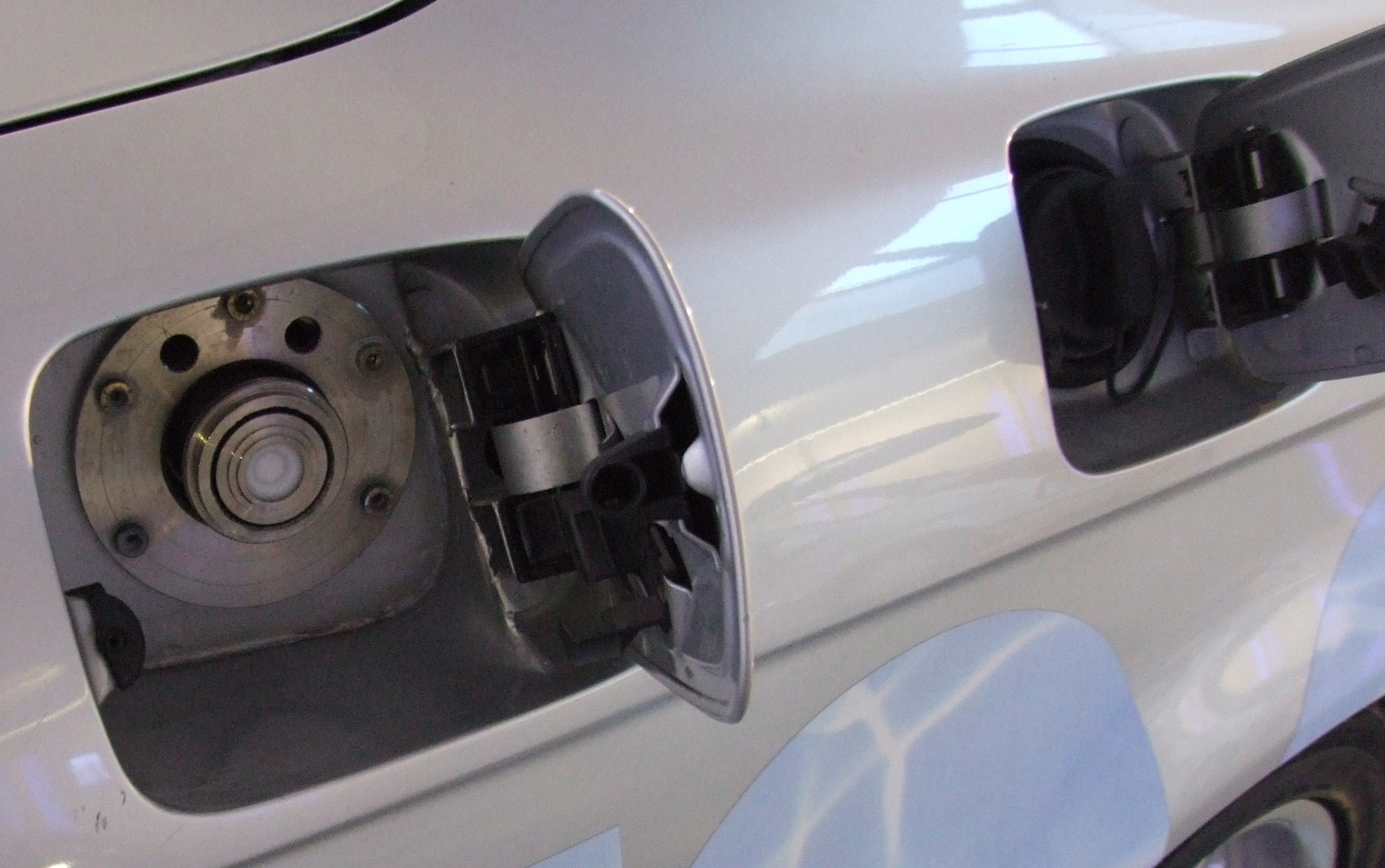
Wasserstoffeinfüllstutzen eines BMW
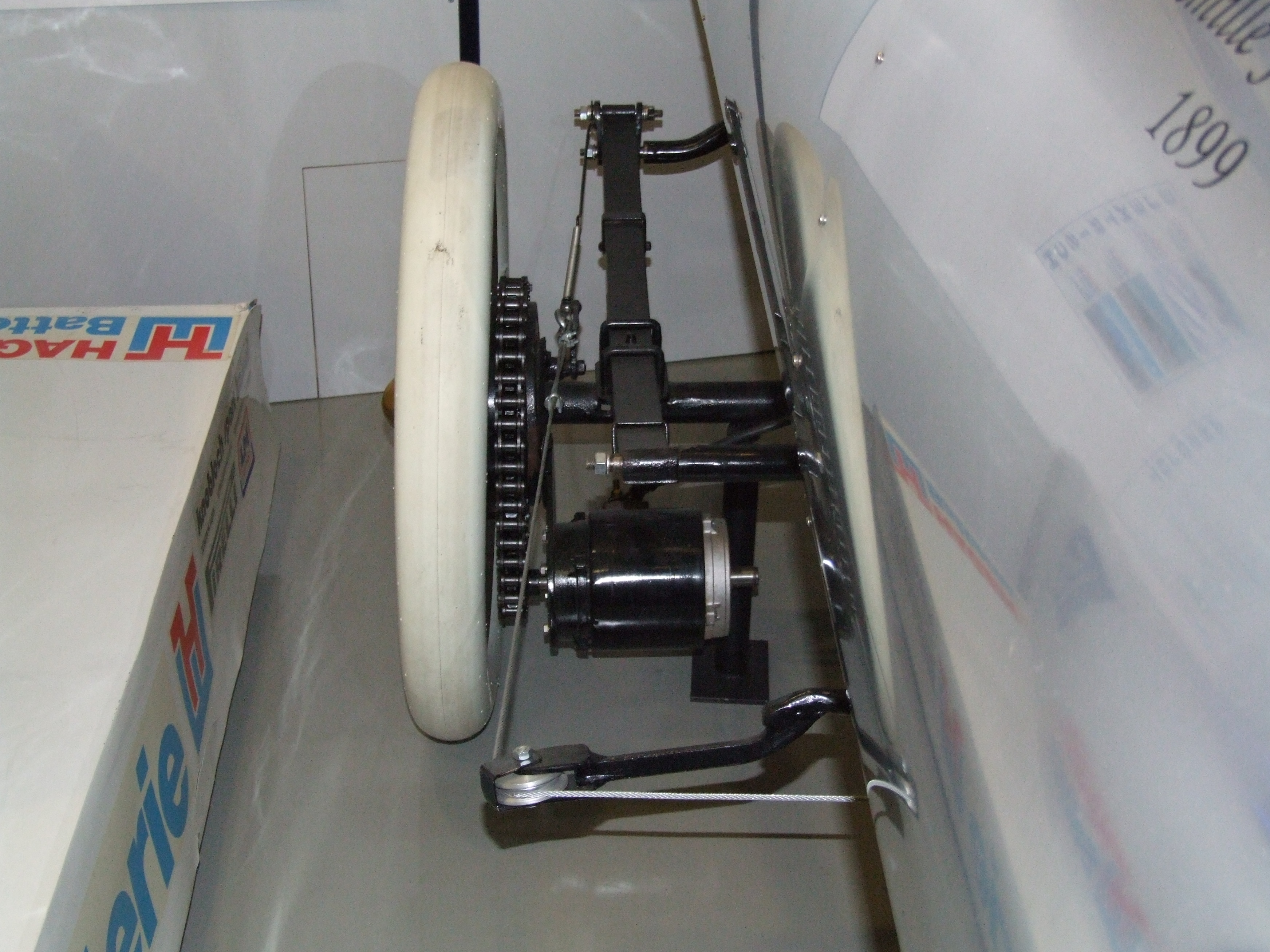
Antrieb der Jamais Contente
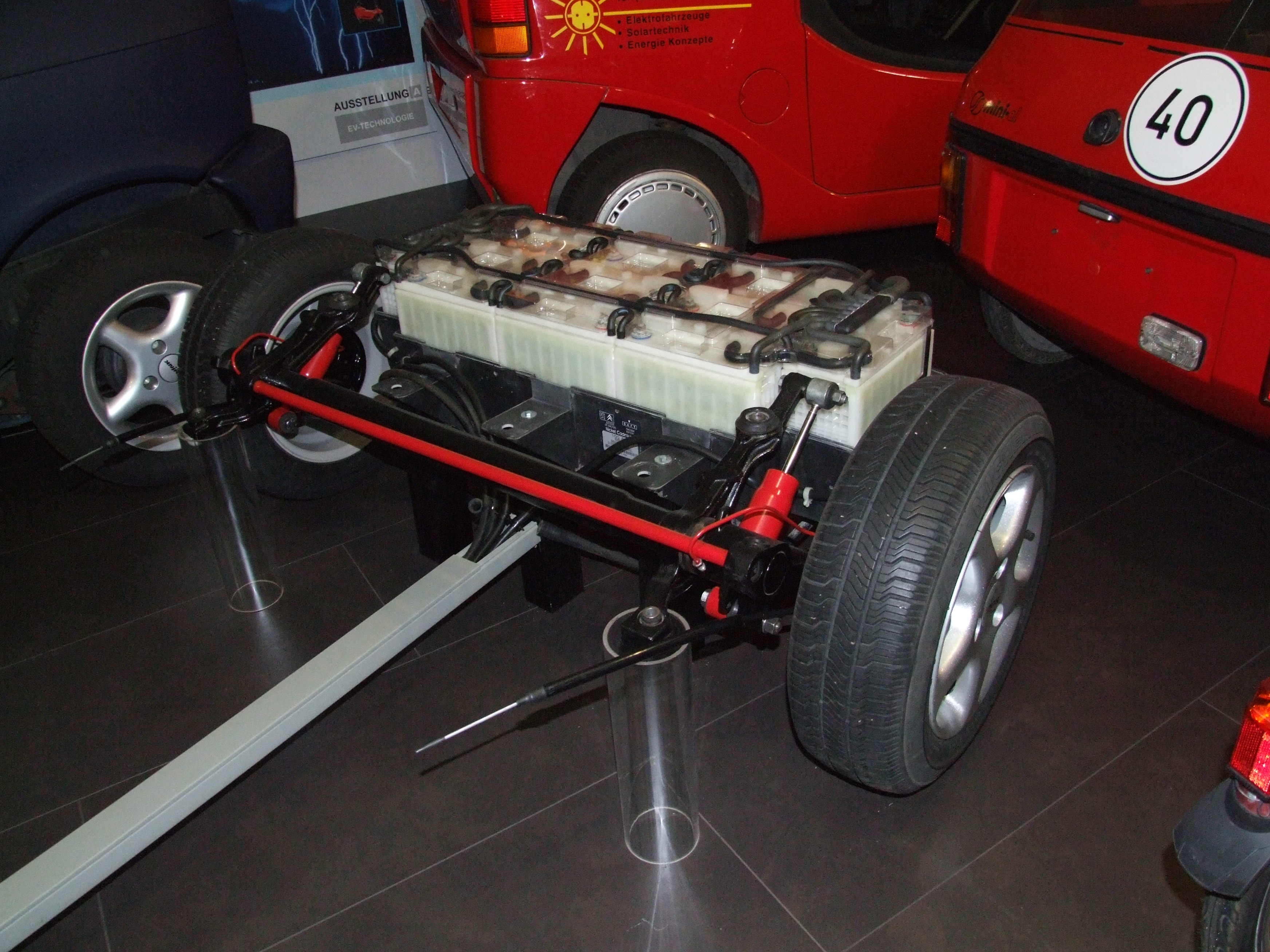
Nickel-Cadmium- Akkumulator
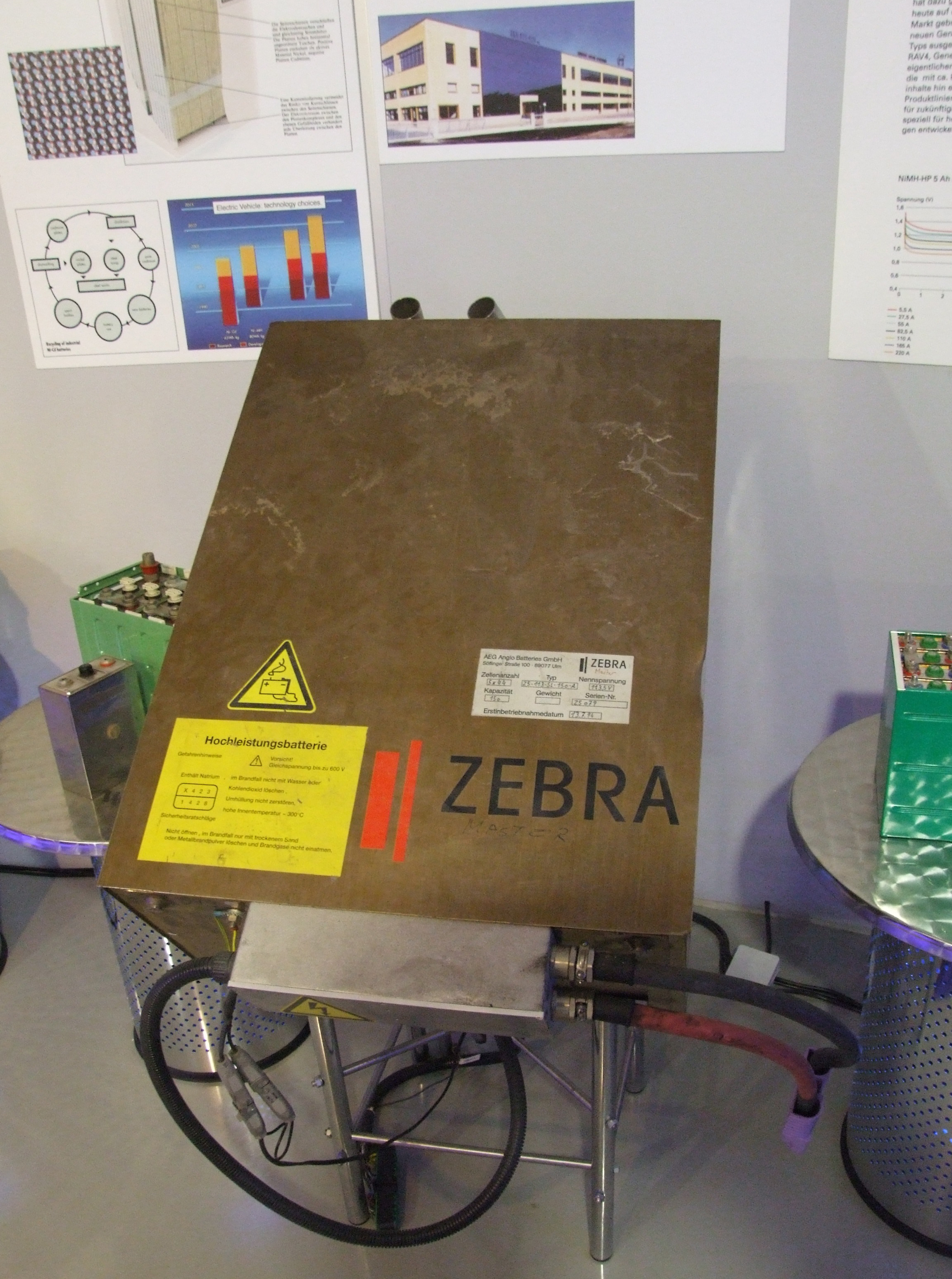
Natrium-Nickelchlorid- Batterie
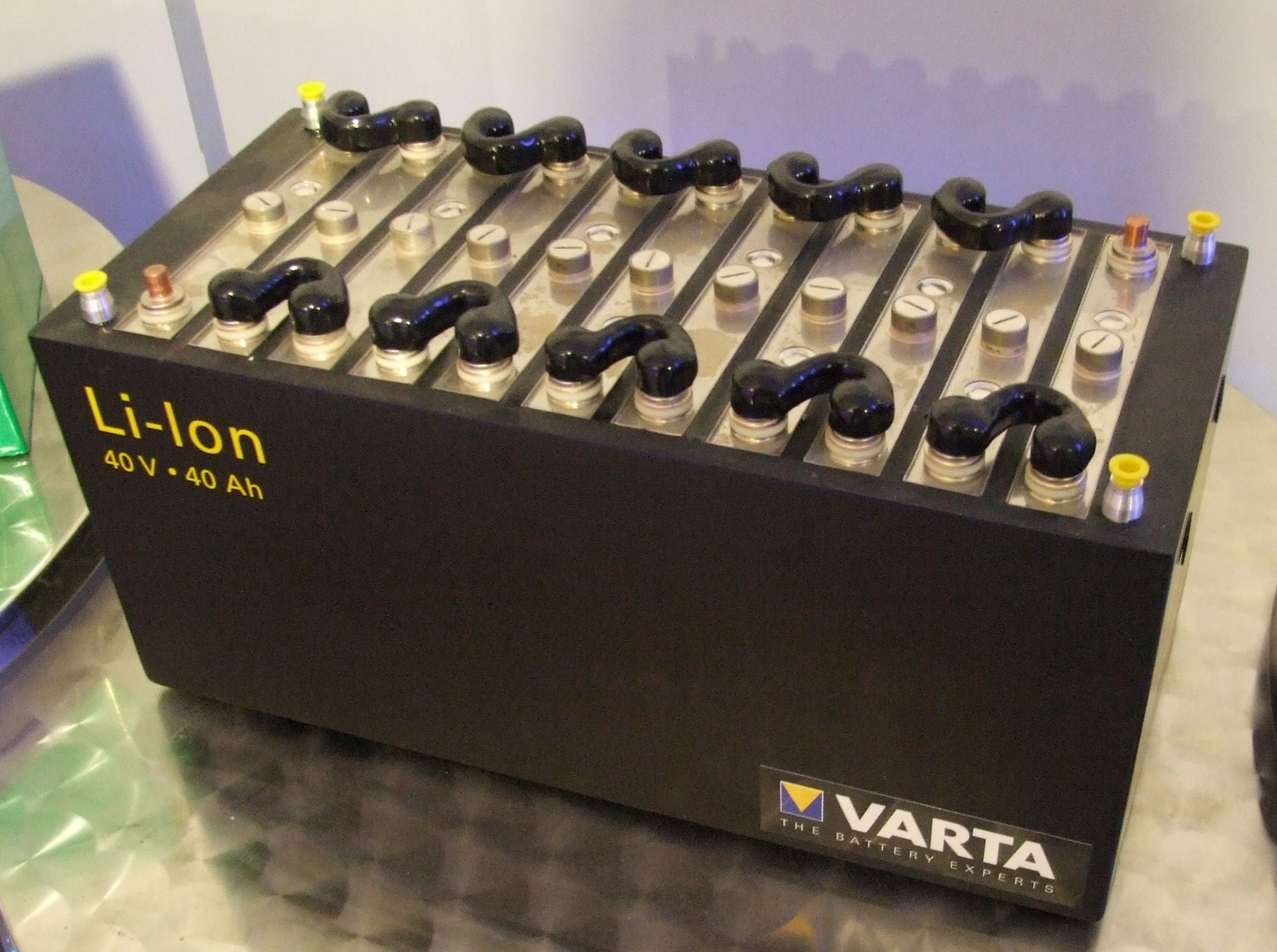
Lithium-Ionen-Akkumulator